# Ixil
L'ixil és una llengua maia parlada pels ixils, un poble de cultura maia que habita al departament d'El Quiché, en l'altiplà nord-occidental de la República de Guatemala.

## Context geogràfic
La comunitat Ixil ocupa una àrea al voltant de 1.439 quilòmetres quadrats. Al nord confina amb Ixcán (Playa Grande); al sud, amb Cunén i Sacapulas; a l'est, amb San Miguel Uspantán, municipis de Quiché; a l'oest, amb Aguacatán, Chiantla, Santa Eulalia, San Juan Ixcoy i Santa Cruz Barillas, municipis del departament de Huehuetenango. Està situada en una secció intermèdia entre la Sierra de los Cuchumatanes i la muntanya més baixa de Chamá.
Els municipis on més es parla ixil són, en el departament de Quiché: Chajul (San Gaspar Chajul), San Juan Cotzal i Nebaj (Santa María Nebaj), zona coneguda com el Triangle Ixil.

## Límits lingüístics
La comunitat ixil es troba envoltada per pobles que parlen diferents idiomes: al nord es troben les comunitats itza’ i q'eqchi’, i un territori multilingüe; al sud, la comunitat dels quitxés; a l'oest, les comunitats Mams i q'anjob'als i a l'est, les comunitats quitxés i q'eqchi'.

## Fonologia

### Vocals
| Curtes             | Anterior | Central | Posterior |
| ------------------ | -------- | ------- | --------- |
| Tancada            |          |         | u [ŭ]     |
| Quasi tancada      |          | i [ɪ̆]*  |           |
| Vocal intermitjana |          |         | o [ŏ]     |
| Semioberta         |          | e [ɜ̆]   |           |
| Oberta             |          | a [ɐ̆]   |           |

Nota [*]: la IPA classifica la vocal [ɪ] com a gairebé tancada anterior, no com a central.
| Llarga      | Anterior        | Central | Posterior |
| ----------- | --------------- | ------- | --------- |
| Alta        | ii [iː] uu [yː] |         |           |
| Semitancada | ee [eː] oo [øː] |         |           |
| Oberta      | aa [aː]         |         |           |

Una característica notable de l'ixil és que totes les vocals curtes són o bé les vocals centrals o posterior i totes les vocals llargues són vocals anteriors. Aquesta és una característica única que no es troba en altres llengües maies. Excepcionalment alguns parlants no pronuncien 'oo' com la vocal anterior [øː] sinó més aviat com a vocal posterior [oː] i alguns parlants també pronuncien "i" com la vocal anterior [i] en lloc de la vocal quasi-tancada [ɪ]. Les vocals curtes són molt curtes en Ixil i 'uu' llarga [yː] és força llarga i tònica.

### Consonants
|            |               |            | Bilabial | Alveolar      | Postalveolar  | Retroflexa    | Palatal | Velar   | Velar    | Uvular | Glotal |
| Normal     | Palatalitzada |            | Bilabial | Alveolar      | Postalveolar  | Retroflexa    | Palatal |         |          | Uvular | Glotal |
| ---------- | ------------- | ---------- | -------- | ------------- | ------------- | ------------- | ------- | ------- | -------- | ------ | ------ |
| Oclusiva   | Normal        | Normal     | p [p̪ʰ]   | t [tʰ]        |               |               |         | k [kʰ]  | ky [kʰʲ] | q [qʰ] | ' [ʲʔ] |
| Oclusiva   | Ejectiva      | Ejectiva   |          | t' [tʼ]       |               |               |         | k' [kʼ] | ky'[kʼʲ] |        |        |
| Oclusiva   | Implosiva     | Implosiva  | b' [ɓ]   |               |               |               |         |         |          | q' [ʛ] |        |
| Nasal      | Nasal         | Nasal      | m [m]    | n [n]         |               |               |         | nh [ŋ]  |          |        |        |
| Fricativa  | Fricativa     | Fricativa  | v [v~f]  | z [s]         | xh [ɕ]        | x [ʂ]         |         |         |          | j [χ]  |        |
| Africada   | Normal        | Normal     |          | tz [t͡sʰ]      | ch [t͡ɕʰ]      | tx [ʈ͡ʂʰ]      |         |         |          |        |        |
| Africada   | Ejectiva      | Ejectiva   |          | tz' [t͡sʼ~dzʼ] | ch' [t͡ɕʼ~dʑʼ] | tx' [ʈ͡ʂʼ~ɖʐʼ] |         |         |          |        |        |
| Bategant   | Bategant      | Bategant   |          | r [ɾ]         |               |               |         |         |          |        |        |
| Aproximant | Aproximant    | Aproximant | w [ʋ]    | l [l]         |               |               | y [j]   |         |          |        |        |

## Gramàtica
Els pronominals ixils es distingeixen entre ergatius i absolutius. Una característica notable de la gramàtica de la llengua és la seva ambigüitat en discernir reflexius dels pronoms recíprocs.